# 七帶錦魚
七帶錦魚，為輻鰭魚綱鱸形目隆頭魚亞目隆頭魚科的其中一種，分布於西澳大利亞海域，體長可達31公分，棲息在海草生長的岩石海域，生活習性不明。